# الکساندر اس. کلی
الکساندر اس. کلی (به انگلیسی: Alexander S. Clay) سناتور سابق عضو حزب دموکرات ایالات متحده آمریکا بود. وی در سال ۱۸۹۷ تا ۱۹۱۰ میلادی سناتور ایالت جورجیا در سنای ایالات متحده آمریکا بود.